# José Antonio Plaza
José Antonio Sanz Plaza (Segovia; 23 de mayo de 1939-Madrid; 22 de noviembre de 1998) fue un periodista, director y presentador de radio y televisión español.

## Biografía
Tras estudiar Derecho y Periodismo, comenzó a trabajar en Pueblo y en Radio Madrid, colaborando en el programa Cabalgata fin de semana. Tras pasar por La Voz de Madrid, se incorpora a Televisión Española donde colabora, con tan sólo 16 años, en el programa Plaza de España. En 1961 se incorpora a los servicios informativos, y trabaja tanto en el espacio Última imagen informativa como en el Telediario. En 1968 es destinado a Londres como corresponsal de TVE y RNE, y permanece en la capital británica durante siete años.
A su regreso, compaginaría su labor ante las cámaras con la dirección de programas. De esa época destacó el espacio 35 millones de españoles (1975), en el que compartía plató con Alfredo Amestoy y donde se realizaba una defensa de la calidad de vida de los ciudadanos. Plaza sufrió heridas serias cuando alguien lo atropelló, al parecer en un intento de silenciarlo. La semana siguiente apareció en el programa escayolado y en silla de ruedas. Su labor en ese espacio le valió el Premio Ondas (Nacionales de Televisión) de 1975 compartido con Amestoy.
El año siguiente puso en marcha el espacio 625 líneas, que además también presentó junto a Paca Gabaldón hasta 1978. En 1977 dirigió el programa sobre cine 24 imágenes por segundo, presentado por Isabel Tenaille y en 1978 presentó durante algunos meses 300 millones.
En los años siguientes, plenamente dedicado a la dirección, se responsabilizó del concurso Ding-Dong (1980), con Andrés Pajares y Mayra Gómez Kemp y el infantil Sabadabada (1981), que se convertiría en un clásico de la televisión para niños en España.
Durante esa época también trabajó en radio, dirigiendo en Antena 3 Radio el programa Viva la gente divertida. En 1988 pasó a formar parte, igualmente, de la redacción de la revista Panorama.
Tras realizar Aventura 92 en 1989 para TVE, fue recuperado como presentador por la cadena privada Antena 3, donde presentó de nuevo junto a Alfredo Amestoy Un país de locos (1990), espacio que pretendía ser una reedición, quince años después del clásico 35 millones de españoles. Le seguiría el espacio musical Veraneando, con Remedios Cervantes y Bertín Osborne en Tele 5 y Una pareja feliz (1994), con Anne Igartiburu.
Su último trabajo fue la dirección de Querida familia, en 1995, también para Antena 3. 
Estaba casado con María José Ulla Madroñero, Miss España 1964, y tenían una hija llamada Carmen. 
Murió después de ser trasladado desde Valencia, donde dirigía un programa para la cadena autonómica valenciana Canal 9, a Madrid. Fue incinerado en el Cementerio de la Almudena de Madrid el 23 de noviembre de 1998.